# Limosina paravitripennis
Limosina paravitripennis är en tvåvingeart som beskrevs av Papp 1973. Limosina paravitripennis ingår i släktet Limosina och familjen hoppflugor.
Artens utbredningsområde är Mongoliet. Inga underarter finns listade i Catalogue of Life.